# Лускар
Лускар (Cyanocompsa parellina) — вид горобцеподібних птахів родини кардиналових (Cardinalidae).

## Поширення
Вид поширений у Мексиці, Белізі, Гватемалі, Сальвадорі, Гондурасі та Нікарагуа. Мешкає в підліску густих тропічних лісів, хоча також трапляється на галявинах та узліссі.

## Опис
Дрібний птах, завдовжки 13-14 см, вагою 11-24 г. Оперення самця різних відтінків синього кольору, блакитний на лобі та щоках, чорнувато-блакитний на верхній частині тіла, ультрамариновий на крупі, а нижня частина від підборіддя до живота темно-синя. Самиця має світлі брови та червонуватий відтінок на череві.